# Joseph Hooker
Joseph Hooker (født 13. november 1814, død 31. oktober 1879) var en karriereofficer i den amerikanske hær, kæmpede i den Mexicansk-amerikanske krig og var generalmajor i unionshæren under den amerikanske borgerkrig.
Selv om han gjorde tjeneste gennem hele krigen, og sædvanligvis med udmærkelse, huskes han bedst for sit eklatante nederlag til Sydstaternes general Robert E. Lee i Slaget ved Chancellorsville i 1863. Han blev kendt som "Fighting Joe" under Borgerkrigen som følge af en civil skrivefejl, men øjenavnet blev hængende.

## Tidlige år
Hooker blev født i Hadley i Massachusetts som barnebarn af en kaptajn i den amerikanske uafhængighedskrig. Hans grundlæggende skolegang foregik på det lokale Hopkins Academy. Han tog eksamen fra West Point i 1837 og blev udnævnt til sekondløjtnant i 1st U.S. Artillery. Hans første postering var i Florida under den 2. af Seminolekrigene. Han gjorde tjeneste i den Mexicansk-amerikanske krig i stabene under såvel Zachary Taylor som Winfield Scott. Han blev midlertidigt forfremmet for sit lederskab i stabsarbejdet og tapperhed i tre slag: Slaget ved Monterrey (til kaptajn), Slaget ved Puente Nacional (til Major) og slaget ved Chapultepec (til oberstløjtnant). Hans ry som dameven blev grundlagt i Mexico, hvor de lokale piger omtalte ham som den "smukke kaptajn".
Efter krigen gjorde han tjeneste som assisterende generaladjudant i Stillehavsregionen, men trak sig ud af hæren i 1853. Hans militære rygte var blevet skadet, da han vidnede mod sin tidligere chef, General Scott, ved krigsretssagen mod Gideon J. Pillow. Hooker bosatte sig i Sonoma County i Californien som landmand og byudvikler, men var mere optaget af kortspil og spiritus end af jordbrug. Han var helt klart ikke glad for sit nye liv og havde heller ikke succes med det, for i 1858 skrev han til krigsminister John B. Floyd for at anmode om, at hans navn blev bragt i forslag til en stilling som oberstløjtnant. Det kom der ikke noget ud af, men fra 1859 til 1861 var han oberst i Californiens milits.

## Borgerkrigen
Ved borgerkrigens start bad Hooker om at få en kommando, men hans første ansøgning blev afslået, formentlig på grund af fortsat harme hos general Winfield Scott, hærens øverstkommanderende. Han måtte låne penge for at kunne rejse tilbage østpå fra Californien.
Efter at han havde overværet unionshærens nederlag i det første slag ved Bull Run, skrev han et brev til præsident Abraham Lincoln, som påpegede den dårlige, militære ledelse, fremhævede hans egne kvalifikationer og anmodede igen om at få en kommando. I august 1861 blev han udpeget til brigadegeneral i den frivillige hær med rang fra 17. maj. Han kommanderede først en brigade og dernæst militærdivisionen omkring Washington, DC som led i indsatsen for at organisere og træne den nye Army of the Potomac under generalmajor George B. McClellan.

### 1862
Under Peninsula Kampagnen i 1862 kommanderede Hooker den 2. Division i III korps og gjorde en god figur som en leder, der klarede sig godt i kamp, og som aggressivt søgte de afgørende steder på slagmarken. Han udmærkede sig i slaget ved Williamsburg og blev derfor forfremmet til generalmajor den 5. maj 1862, samt i Syvdagesslaget. Han irriteredes over den forsigtige måde, general McClellan førte hæren på, og kritiserede åbent, at det var mislykkedes for ham at erobre Richmond. Om sin chef sagde Hooker: "Ikke blot er han ikke en soldat, men han ved ikke, hvad det vil sige at være soldat". Peninsula Kampagnen cementerede to yderligere sider af Hookers ry: hans omsorg for sine soldaters velfærd og moral, og at han drak kraftigt – selv på slagmarken.
Da McClellans hær trak sig tilbage til inaktivitet, blev Hooker overført til generalmajor John Popes Army of Virginia. Hans division gjorde først tjeneste i dens III Korps under generalmajor Samuel P. Heintzelman, men Hooker overtog kommandoen over III Korps af Army of Virginia den 6. september, efter Northern Virginia kampagnen og det Andet slag ved Bull Run, et alvorligt nederlag til Unionen. Da Robert E. Lees Army of Northern Virginia rykkede ind i Maryland, blev Hookers korps returneret til Army of the Potomac (med den nye betegnelse I Korps), og han kæmpede med udmærkelse i slaget ved South Mountain og slaget ved Antietam. Ved Antietam iværksatte hans korps det første angreb på den blodigste dag i Amerikas historie, da han angreb sydpå ind i generalløjtnant Stonewall Jacksons korps i en kamp, der endte i stilstand. Hooker havde været aggressiv og inspirerende for sine mænd, men måtte tidligt i slaget forlade slagmarken med et sår i foden. Han hævdede, at slaget ville være endt som en afgørende sejr for Unionen, hvis han havde været i stand til at blive på slagmarken, men general McClellans forsigtighed havde igen kostet Unionen sejren, og Lees langt mindre hær undgik ødelæggelse. Præsident Lincolns tålmodighed var slut, og han erstattede McClellan med generalmajor Ambrose Burnside.
Decemberslaget ved Fredericksburg var endnu et nederlag til Unionen. Efter at hans sår i foden var helet, var Hooker i kort tid chef for V Korps, men blev så forfremmet til at kommandere en "Grand Division", hvilket var en kommando, som bestod af både III og V Korps. Hooker murrede over Burnsides plan om at angribe de befæstede højder syd for byen og betegnede den som "absurd". Hans Grand Division (især V Korps) led alvorlige tab under 14 nytteløse angreb, som blev beordret af Burnside, selv om Hooker protesterede. Burnside fulgte dette nederlag op med den nytteløse Mudder march i januar, og Hookers kritik af sin chef var på kanten af lydighedsnægtelse. Han beskrev Burnside som en "stakkel ... med forkludrede ofringer". Burnside planlagde en samlet udrensning blandt sine underordnede, herunder Hooker, og lavede udkast til en ordre herom til præsidentens godkendelse. Han udtalte, at Hooker var "uegnet til at beklæde en vigtig post under en krise som den nuværende", men Lincolns tålmodighed var igen slut, og han fjernede i stedet Burnside.

### Army of the Potomac
Den nye chef for Army of the Potomac, med virkning fra 26. januar 1863, var Fighting Joe Hooker. Dele af hæren så dette træk som uundgåeligt med tanke på Hookers ry for aggressiv kamp, noget, der sørgeligt havde manglet hos hans forgængere. Hooker så ikke på forfremmelsen med beskeden tilbageholdenhed. Han blev citeret for at sige, at landet var bedst tjent med en diktator i krigstid. Lincoln svarede:
| „ | Jeg har hørt, på en sådan måde at jeg tror på det, om Deres nylige udtalelser om, at både hæren og regeringen havde brug for en diktator. Det var naturligvis ikke af den grund, men på trods af den, at jeg har udpeget Dem til at lede hæren. Kun de generaler, som opnår succes kan indsætte diktatorer. Hvad jeg beder Dem om er militær succes, så skal jeg nok tage risikoen for at blive diktator. | “ |

I foråret 1863 erhvervede Hooker sig et ry som en fremragende administrator og genskabte sine soldaters moral, som var styrtdykket til et nyt lavpunkt under Burnside. Blandt hans ændringer var forbedringer i troppernes daglige kost, forbedret sanitet i lejrene, forbedringer og ansvarsplacering i forsyningssystemet, indførelse af kokke i de enkelte kompagnier og overvågning af dem, adskillige hospitalsreformer og et forbedret orlovssystem (én mand pr. kompagni ad gangen, 10 dage hver). Andre ordrer tog fat på behovet for at stoppe det stigende antal deserteringer (en ordre fra Lincoln kombineret med gennemsyn af indkommende breve, mulighed for at skyde desertører og bedre vagtlinjer ved lejrene), mere og bedre eksercits, en bedre officersuddannelse og for første gang samling af Unionens kavaleri til et enkelt korps. Hooker sagde om sin reformerede hær:
| „ | Jeg har den fineste hær på kloden. Jeg har den fineste hær, som solen nogensinde har skinnet på ... Hvis ikke fjenden flygter, så Gud hjælpe ham. Må Gud se i nåde til general Lee, for jeg har ikke brug for det | “ |

I løbet af denne vinter foretog Hooker adskillige ændringer på høje poster, herunder blandt sine korpsledere. Både lederen af "Left Grand Division", generalmajor William B. Franklin, som svor, at han ikke ville tjene under Hooker, og II korps' chef generalmajor Edwin Vose Sumner blev frataget deres kommando på anbefaling fra Burnside i den samme ordre, som udpegede Hooker til øverstkommanderende. IX Korps var en potentiel kilde til forlegenhed eller gnidning i hæren, fordi det var Burnsides gamle korps, så det blev udskilt og sendt til Virginiahalvøen under kommando af brigadegeneral William F. "Baldy" Smith, den tidligere chef for VI Korps. Både Franklin og Smith blev anset for suspekte af Hooker på grund af deres tidligere politiske manøvrer mod Burnside på vegne af McClellan.)
For den vigtige post som stabschef bad Hooker krigsministeriet om at sende ham brigadegeneral Charles P. Stone, men det blev afslået. Stone var blevet frataget sin kommando, arresteret og fængslet for sin rolle i Slaget ved Ball's Bluff i efteråret 1861, selv om det aldrig var kommet til en retssag. Ved sin løsladelse fik Stone ikke nogen kommando, mest på grund af politisk pres, som efterlod ham i militært eksil og vanære.
Army of the Potomac historikeren og forfatteren Bruce Catton betegnede denne anmodning fra Hooker som "en underlig og tilsyneladende ukarakteristisk ting" og "en af de mest interessante ting, han overhovedet foretog sig" Hooker forklarede aldrig, hvorfor han bad om Stone, men Catton troede:
| „ | [Hooker] lagde intriger og kalkulationer til side og stod i et kort øjeblik frem som en retskaffen soldat, som ville modstå politik og politikere ... Det er et punkt at huske, for at tale for general Stone krævede moralsk mod, en kvalitet som Joe Hooker sjældent beskyldes for at besidde. | “ |

Trods dette var Hooker et meget dårligt eksempel for, hvorledes generaler og deres stabe og underordnede skulle opføre sig. Hans hovedkvarter i Falmouth, Virginia, blev beskrevet som en kombination af en bar og et bordel. Han byggede et netværk af loyale, politiske venner, som omfattede generalmajor Dan Butterfield som stabschef og den notorisk, politiske general Daniel E. Sickles som chef for III Korps.

#### Chancellorsville
Hookers plan for forårs- og sommerkampagnen var både elegant og lovende. Han planlagde først at sende sit kavalerikorps dybt ind i fjendens bagland for at forstyrre forsyningslinier og aflede fjendens opmærksomhed fra hans hovedangreb. Han ville fastholde Robert E. Lees meget mindre hær ved Fredericksburg, mens han tog størstedelen af Army of the Potomac på en march rundt om Lees styrke for at ramme ham bagfra. Når han havde slået Lee, ville han fortsætte mod Richmond.
Desværre for Hooker og Unionen var udførelsen af hans plan ikke nær så elegant som planen selv. Kavalerikorpset udførte sit raid forsigtigt under ledelse af brigadegeneral George Stoneman og opnåede ingen af sine mål. Den omgående bevægelse til Lees flanke gik udmærket og opnåede strategisk overraskelse, men Hooker mistede modet, da de første rapporter om kontakt med fjenden nåede han den 1. maj 1963. I stedet for aggressivt at presse ind i Lees bagområde trak han hæren tilbage bag den lille by Chancellorsville og ventede på, at Lee skulle angribe. Lee delte frygtløst sin hær i to for at ramme begge dele af Hookers hær. Derpå delte han den igen og sendte Stonewall Jacksons korps på en udflankningsmarch, som ramte Hookers udsatte højre flanke og sendte Unionens XI korps på flugt. Army of the Potomac faldt tilbage til en rent defensiv rolle og blev til sidst tvunget til at trække sig tilbage.
Slaget ved Chancellorsville er blevet kaldt "Lees perfekte slag" på grund af hans evne til at besejre en langt større fjende ved dristig taktik. En del af Hookers nederlag kan tilskrives et dødsensfarligt møde med en kanonkugle. Mens han stod på verandaen ved sit hovedkvarter, ramte kuglen en træstolpe, som generalen stod og lænede sig op ad. Kugle slog ham bevidstløs, og han var ukampdygtig resten af dagen. Trods det afviste han appeller om at overgive kommandoen midlertidigt til hans næstkommanderende generalmajor Darius N. Couch. Adskillige af hans underordnede generaler, herunder Couch og generalmajor Henry W. Slocum, stillede åbent spørgsmålstegn ved Hookers beslutninger. Couch følte så stor væmmelse, at han afviste nogensinde at gøre tjeneste under Hooker igen. Politiske vinde blæste kraftigt i de følgende uger, mens generalen manøvrerede for at afsætte Hooker eller for at placere sig rigtigt, hvis Lincoln selv besluttede at gøre det.
Robert E. Lee begyndte en ny invasion af Nordstaterne i juni 1863, og Lincoln bad indtrængende Hooker om at forfølge og besejre ham. Hookers oprindelige plan var at erobre Richmond i stedet, men Lincoln afviste straks den ide, så Army of the Potomac begyndte at marchere mod nord og forsøgte at lokalisere Lees Army of Northern Virginia, da den gik gennem Shenandoah dalen ind i Pennsylvania. Hookers mission var først og fremmest at beskytte Washington, DC og Baltimore og dernæst at opfange og besejre Lee. Desværre var Lincoln ved at miste sin sidste tiltro til Hooker. Da generalen kom i skænderi med hærens hovedkvarter om, hvilken status tropperne i Harpers Ferry havde og tilbød at træde tilbage, accepterede Lincoln og hærens øverstkommanderende Henry W. Halleck. Den 28. juni, 3 dage før det afgørende slag ved Gettysburg blev Hooker udskiftet med generalmajor George G. Meade. Hooker fik kongressens tak for sin rolle i begyndelsen af Gettysburg kampagnen men sejrens palmer gik til Meade.

### Den vestlige krigsskueplads
Hookers militære karriere sluttede ikke med hans dårlige indsats i sommeren 1863. Han fortsatte og fik igen et ry som en solid leder af et korps, da han blev overført med XI og XII korps fra Army of the Potomac vestpå som forstærkning af Army of the Cumberland omkring Chattanooga i Texas. Hooker havde kommandoen i slaget ved Lookout Mountain og spillede en vigtig rolle i generalløjtnant Ulysses S. Grants afgørende sejr i Slaget ved Chattanooga. Han blev udnævnt til midlertidig generalmajor i den ordinære hær for sin succes ved Chattanooga, men var skuffet over at opdage, at Grants officielle rapport om slaget satte dennes ven William Tecumseh Shermans indsats over Hookers.
Hooker førte sit korps (som nu havde betegnelsen XX korps) på en kompetent måde i Atlanta kampagnen i 1864 under Sherman, men bad om at blive afløst inden erobringen af denne by, fordi han var utilfreds med, at generalmajor Oliver O. Howard, som havde lavere anciennitet, var blevet forfremmet. Han ledede det nordlige militærdepartement, som bestod af staterne Michigan, Ohio, Indiana og Illinois) med hovedkvarter i Cincinnati, Ohio fra 1. oktober 1864 og indtil krigens slutning. Mens han var i Cincinnati, giftede han sig med Olivia Groesbeck, søster til kongresmedlemmet William S. Groesbeck.

## Sidste år og arv
Efter krigen led Hooker af dårligt helbred og var delvist lammet af et slagtilfælde. Han blev udmønstret fra den frivillige hær den 1. september 1866 og trak sig tilbage fra den regulære hær den 15. oktober 1868 med rang af generalmajor. Han døde under et besøg i Garden City, New York, og ligger begravet på Spring Grove Cemetery i Cincinnati. his wife's home town.
Hooker gik under navnet "Fighting Joe" Hooker, et øgenavn som han var meget ked af. Han sagde: "Folk vil tro, at jeg er en landevejsrøver eller bandit". Da et nyhedstelegram nåede til New York under Peninsula Kampagnen, ændrede en typograffejl "Fighting — Joe Hooker" ved at fjerne bindestregen og navnet blev hængende. Robert E. Lee omtalte ham nogle gange som "Mr. F. J. Hooker", en mildt, sarkastisk hib til hans modstander.
Selv om Hooker havde et ry som en kraftigt drikkende dameven, er der intet grundlag for den populære legende om, at slangudtrykket for prostituerede er afledt af hans efternavn på grund af selskaberne og den manglende militære disciplin i hans hovedkvarter. Nogle versioner af legenden hævder, at en flok prostituerede, som fulgte hans division, nedsættende blev omtalt som
"General Hooker's Army" eller "Hooker's Brigade." Imidlertid blev udtrykket "hooker" bragt på skrift så tidligt som i 1845, mange år inden Hooker blev en person i offentligheden. Eksistensen af legenden om Hooker kan have været delvis ansvarlig for begrebets popularitet.
Der er en rytterstatue af General Hooker uden for Massachusetts State House i Boston, Massachusetts.
Hooker County i Nebraska er opkaldt efter ham.